# Sull'equilibrio delle sostanze eterogenee
Sull'equilibrio delle sostanze eterogenee (On the Equilibrium of Heterogeneous Substances) è una pubblicazione scientifica di 300 pagine scritta da Willard Gibbs. Costituisce le fondamenta della moderna termodinamica e chimica fisica, integrando in modo coerente i fenomeni chimici, fisici, elettrici ed elettromagnetici.
On the Equilibrium of Heterogeneous Substances è stato originariamente pubblicato su una rivista statunitense poco conosciuta, Transactions of the Connecticut Academy, dal 1875 al 1878 suddiviso in parti (sebbene in molti casi venga citato il 1876 come anno principale). Restò largamente sconosciuto finché non venne tradotto in lingua tedesca da Wilhelm Ostwald nel 1891 e in francese da Henri Le Châtelier nel 1899. 

## Considerazioni generali
On the Equilibrium of Heterogeneous Substances segue due precedenti pubblicazioni scritte da Gibbs nel 1873, pubblicate sempre da Transactions of the Connecticut Academy, in cui descrive rispettivamente l'utilizzo di metodi grafici in termodinamica dei fluidi e di metodi di rappresentazione geometrica delle proprietà termodinamiche delle sostanze. On the Equilibrium of Heterogeneous Substances è stato pubblicato in due parti nel 1876 e nel 1878. In questo monumentale e fitto trattato di 300 pagine la prima legge della termodinamica, la seconda legge della termodinamica e le relazioni termodinamiche fondamentali vengono applicate per prevedere e quantificare la spontaneità dei processi in qualsiasi sistema termodinamico facendo tra l'altro l'uso del formalismo lagrangiano e delle transizioni di fase con una rappresentazione grafica tridimensionale.
Nel suo trattato Gibbs applica la termodinamica per interpretare i fenomeni chimico-fisici, spiegando e mostrando la correlazione di quelli che erano conosciuti solamente come fatti inspiegabili isolati. On the Equilibrium of Heterogeneous Substances include concetti quali quelli di potenziale chimico, energia libera, insieme statistico (concetto base della meccanica statistica) e la regola delle fasi. Gibbs inoltre discute le particolari condizioni di equilibrio considerando la presenza di differenti stati della materia, di forze gravitazionali, di tensioni nei solidi, della tensione superficiale e delle forze elettriche.